# SummerSlam (1994)
SummerSlam (1994) — щорічне pay-per-view шоу «SummerSlam», що проводиться федерацією реслінгу WWE. Шоу відбулося 29 серпня 1994 року в Юнайтед-центр у Чикаго, Іллінойс, США. Це було 7 шоу в історії «SummerSlam». Під час шоу відбулося сім матчів та ще один перед показом.